# Чивителла-д’Альяно
Чивителла-д’Альяно (итал. Civitella d'Agliano) — коммуна в Италии, располагается в регионе Лацио, в провинции Витербо.
Население составляет 1717 человек (2008 г.), плотность населения составляет 52 чел./км². Занимает площадь 33 км². Почтовый индекс — 1020. Телефонный код — 0761.
Покровителем коммуны почитается святой Горгоний Римский, празднование 9 сентября.

## Демография
Динамика населения:

## Администрация коммуны
- Официальный сайт: https://web.archive.org/web/20090917012452/http://www.comunecivitella.it/